# Can Sors (Alella)
Can Sors és una masia d'Alella (Maresme), catalogada com a bé cultural d'interès local.

## Història
La família Sors és esmentada a la documentació històrica des de la segona meitat del segle xv. El 1770, Antoni Sors i Antic (1752-1809) es va casar amb Maria Rosa Matas (†1826), amb qui va tenir vuit fills. L'hereu fou el primogènit Francesc Sors i Matas, casat amb Josepa Rovira. Va morir sense descendència i fou succeït pel seu germà Josep, ja que el següent fill en l'ordre successori, Gaspar, era capellà. Aquest també va morir sense descendència, i fou succeït pel seu germà Joan (†1860), casat amb Rita Miralda i Sunyer (1808-1890). Joan va morir sense descendència al poc de casar-se, i la masia va passar a mans de la seva Maria Àngela, que s'havia casat amb Josep Cunill i Raimí. Tanmateix, el seu nebot Josep Antoni Estaper i Sors, fill d'Antònia Sors i Matas (1771-1851) i de Silvestre Estaper i Millet, va iniciar un litigi contra ella, que finalment es va resoldre a favor de l'hereu Antoni Cunill i Sors i de Rita Miralda, que vivia al mas i a qui li corresponia una part de l'herència.
El 1950, la finca era propietat de Francesc Cunill i Valls, que la va parcel·lar, i actualment es troba completament inserida dins del teixit urbà del barri homònim, al sud del terme municipal. Antigament disposava de molí propi i posseïa les terres situades a l'altra banda de la riera, on avui hi ha el camp de futbol municipal del Masnou. La part alta de la propietat es destinava al conreu de vinya per als cellers Champ-Sors, guardonats amb diverses distincions i propietat d'una branca de la família, els descendents de Josepa Cunill i Cuyàs (1840-1912) i de Bonaventura Garcia i Miralda (1837-1901), fill del primer matrimoni de Rita Miralda amb Bonaventura Garcia i Pons.

## Descripció
La masia, de planta rectangular, consta de planta baixa i pis amb coberta a dues aigües, modificada per la seva transformació com a restaurant. Destaca per sobre de tot la façana principal, oberta a migdia, amb una portalada adovellada d'arc de mig punt a la planta baixa i portes balconeres de proporcions verticals a la planta pis, si bé l'alçada de la balconera central és més gran. Tenen lleugers balcons i fines baranes de ferro forjat. De la resta del conjunt cal remarcar el pati o era davant la casa (ja que és de les poques d'Alella que té l'era tancada) i el mur de maçoneria que envolta el recinte amb el barri d'entrada. Adossades a la tanca hi ha diferents construccions, com una bassa alimentada per una mina en funcionament. Els interiors han estat transformats per l'adequació als nous usos, però es conserva l'estructura interior de fusta, el portal d'arc de mig punt i el balcó de trespol.